# GJ 1245
GJ 1245 es un sistema estelar cercano al sistema solar, a solo 15,2 años luz de distancia, en la constelación de Cygnus. De magnitud aparente +13,4, no es visible a simple vista.
Las dos componentes principales de GJ 1245 son dos enanas rojas separadas entre sí unas 33 UA. GJ 1245 A es una estrella de tipo espectral M5.5V con una masa equivalente al 11 % de la masa solar y una luminosidad que apenas supone el 0,0084 % de la del Sol. Es una estrella fulgurante, es decir, ocasionalmente se producen llamaradas en su superficie que aumentan su brillo significativamente, por lo que recibe la denominación de estrella variable V1581 Cygni, nombre por el que también se conoce al sistema estelar. GJ 1245 B es algo más fría que su compañera —tiene una temperatura de 2600 K—, siendo su tipo espectral M6V. Su masa es un 10 % de la masa solar y su luminosidad es la mitad de la de GJ 1245 A. Se sospecha que también puede ser una estrella fulgurante.
A su vez, GJ 1245 A es una estrella binaria cercana. Su acompañante, GJ 1245 C, es una de las enanas rojas más tenues conocidas, de tipo espectral M8V y 2150 K de temperatura. Se encuentra separada 1,3 UA de la componente A.